# 亀城公園 (土浦市)
亀城公園（きじょうこうえん）は、茨城県土浦市中央にある公園である。茨城百景のひとつ。

## 概要
土浦城の本丸と二の丸の一部を整備したもので、一般に「亀城公園=土浦城址」とされる。公園の名は、堀に囲まれる土浦城が「亀城」と呼ばれたことによる。
県指定史跡（第1号）である一方、土浦市街地の公園として市民に親しまれている。
本公園は土浦城址の中心の一部を整備して公園としたもので、堀、櫓門、東櫓、西櫓、霞門などの土浦城の遺構が残るが、園内には土屋神社、聖徳太子堂、高田保のぶらりひょうたん句碑、ミニ動物園、芝生広場、ブランコ等の遊具もあり、「公園」としての側面も強い。
また、県指定天然記念物である樹齢約500年のシイの木があるほか、春は花見の名所にもなっている。
なお、土浦城址は本公園を含むより広い範囲であり、一般にみられる「亀城公園=土浦城址」という認識は、必ずしも適切ではない。。
大正から戦前にかけ、サーカスや大相撲などの興行や見世物などが盛んに行われたが、終戦後に史蹟や文化財に指定され、昭和37年10月力道山の日本プロレス興行（社会福祉協議会主催）を最後に殆ど行われなくなった。

### 沿革
- 明治32年 - 旧土浦藩の子爵土屋正直、土浦城本丸および紅葉馬場（約2.1ha）を公園用地として土浦町に寄贈
- 昭和11年 - 土浦町、公園として大規模改良を実施
  - 本丸の周囲石垣を整備し、紅葉青桐百日紅を植栽、自然石を導入、深井戸を掘り、ひょうたん池を作り、原脩次郎拓相の銅像を設置
- 昭和27年11月 - 県指定史跡
- 昭和41年11月 - 名称を、史蹟亀城城址から史蹟土浦城址に変更、櫓門の左の自然石に天谷丑之助市長が新名称を揮毫する
  - 亀城太鼓櫓も土浦城太鼓櫓に変更
  - 亀城公園の名前はそのまま保存

## 設備
- 土浦城の遺構
  - 櫓門
  - 東櫓（内部は土浦市立博物館の別館である。）
  - 西櫓
- 芝生広場
- 土屋神社
- ミニ動物園(日本猿)
- プール（現存せず。概ね現在の芝生広場の位置にあった。当時は土浦市営プールと呼称。）

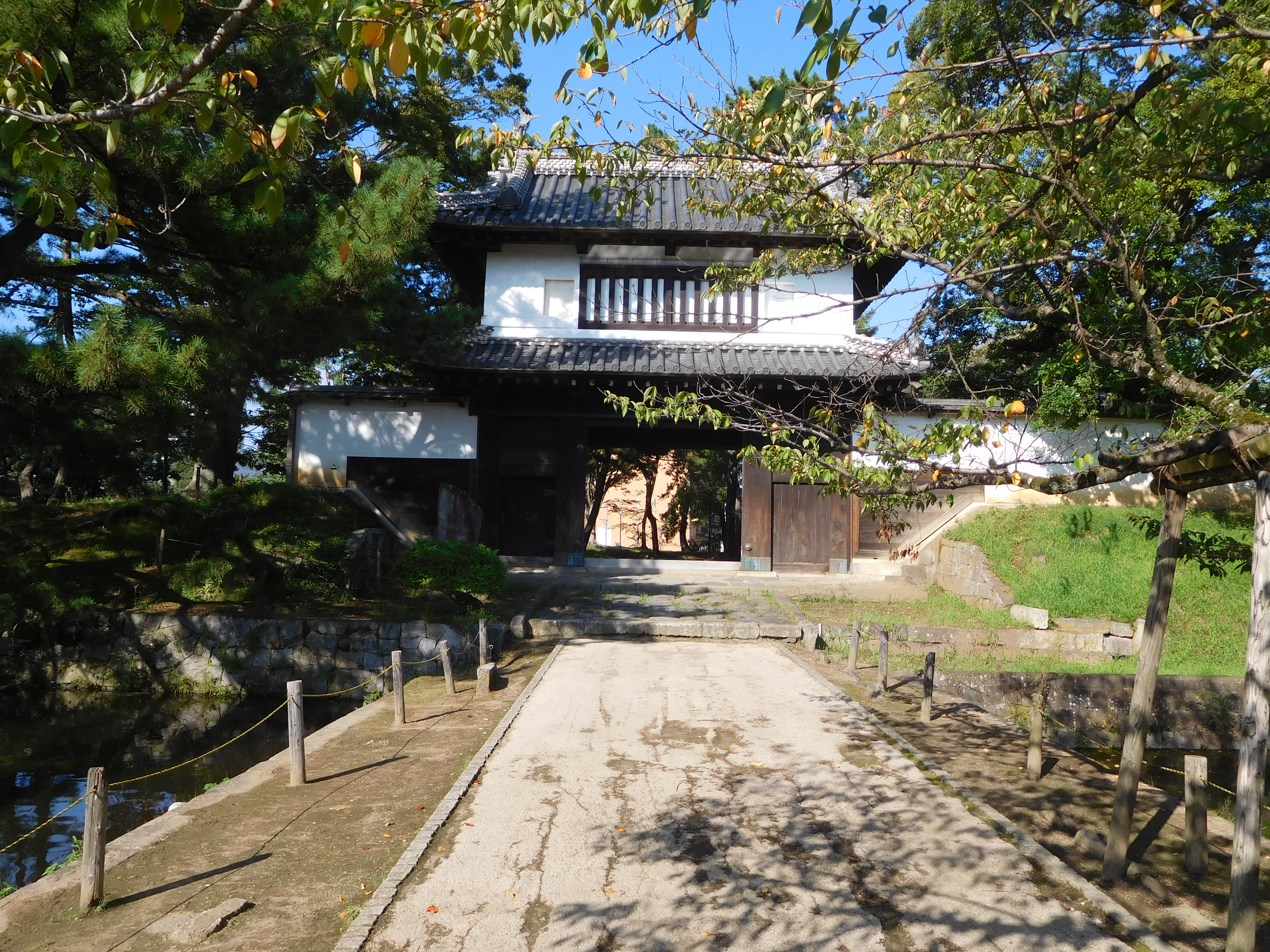
太鼓櫓門 （2019年9月）
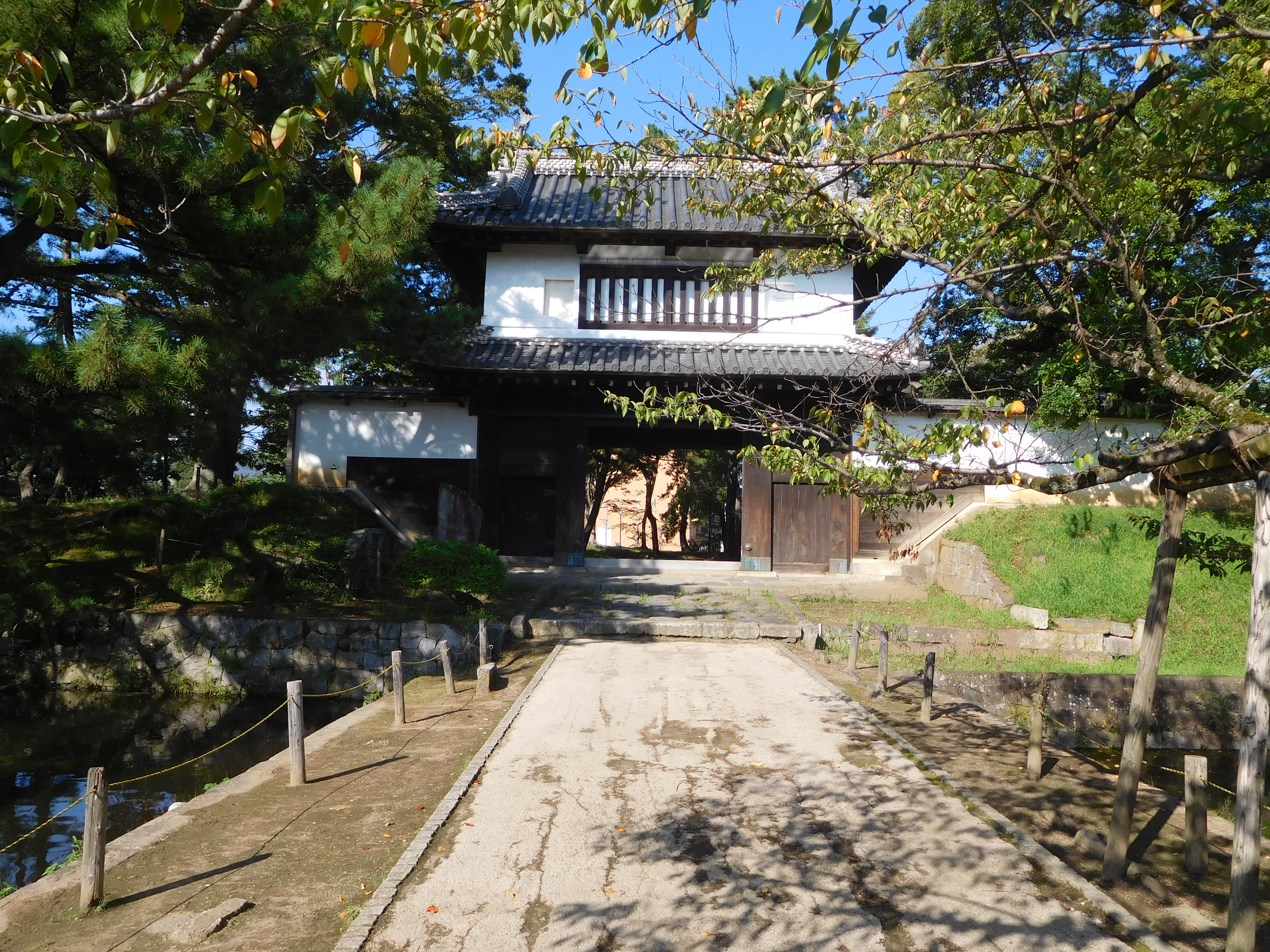
再建東櫓
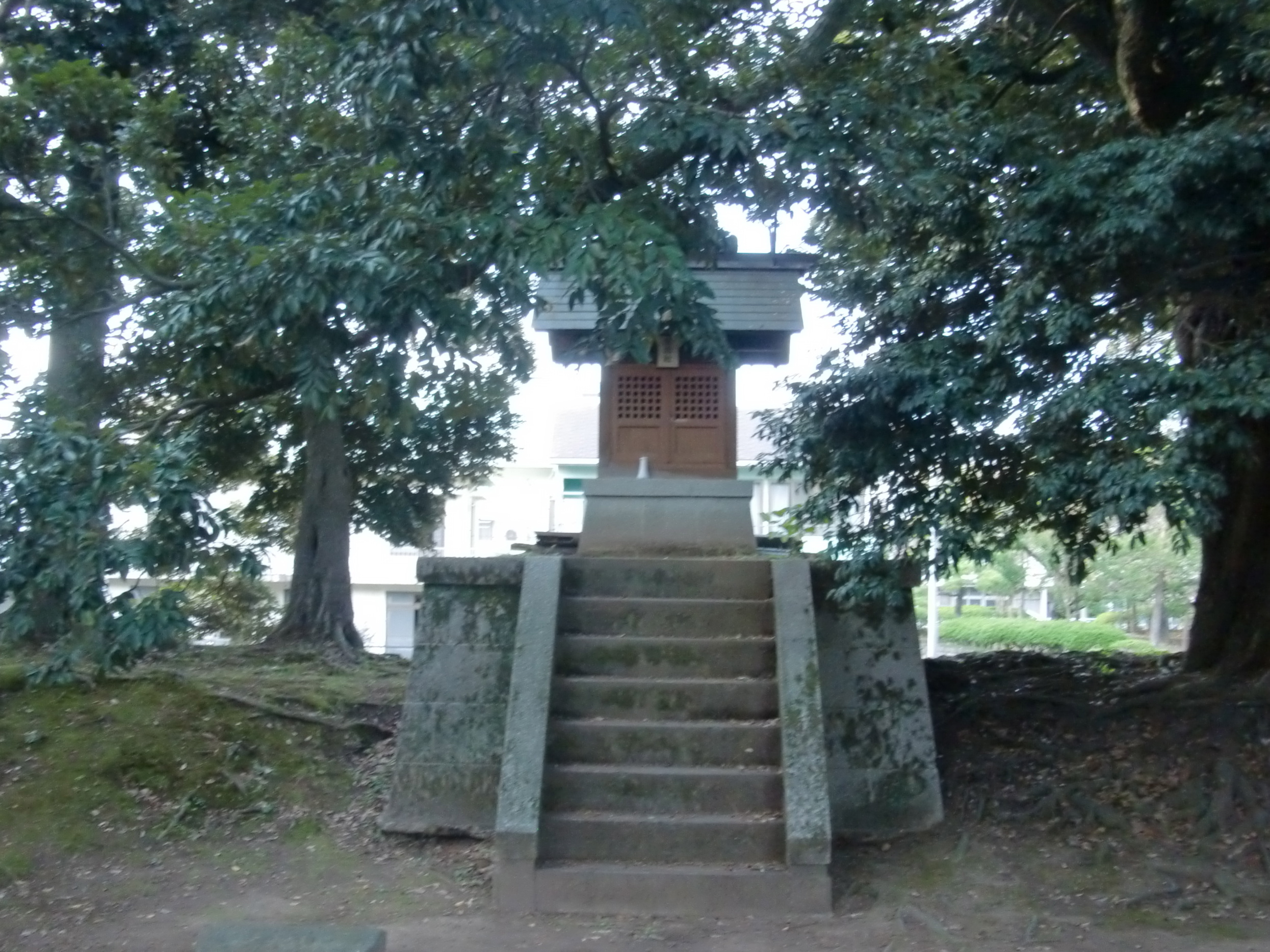
土屋神社
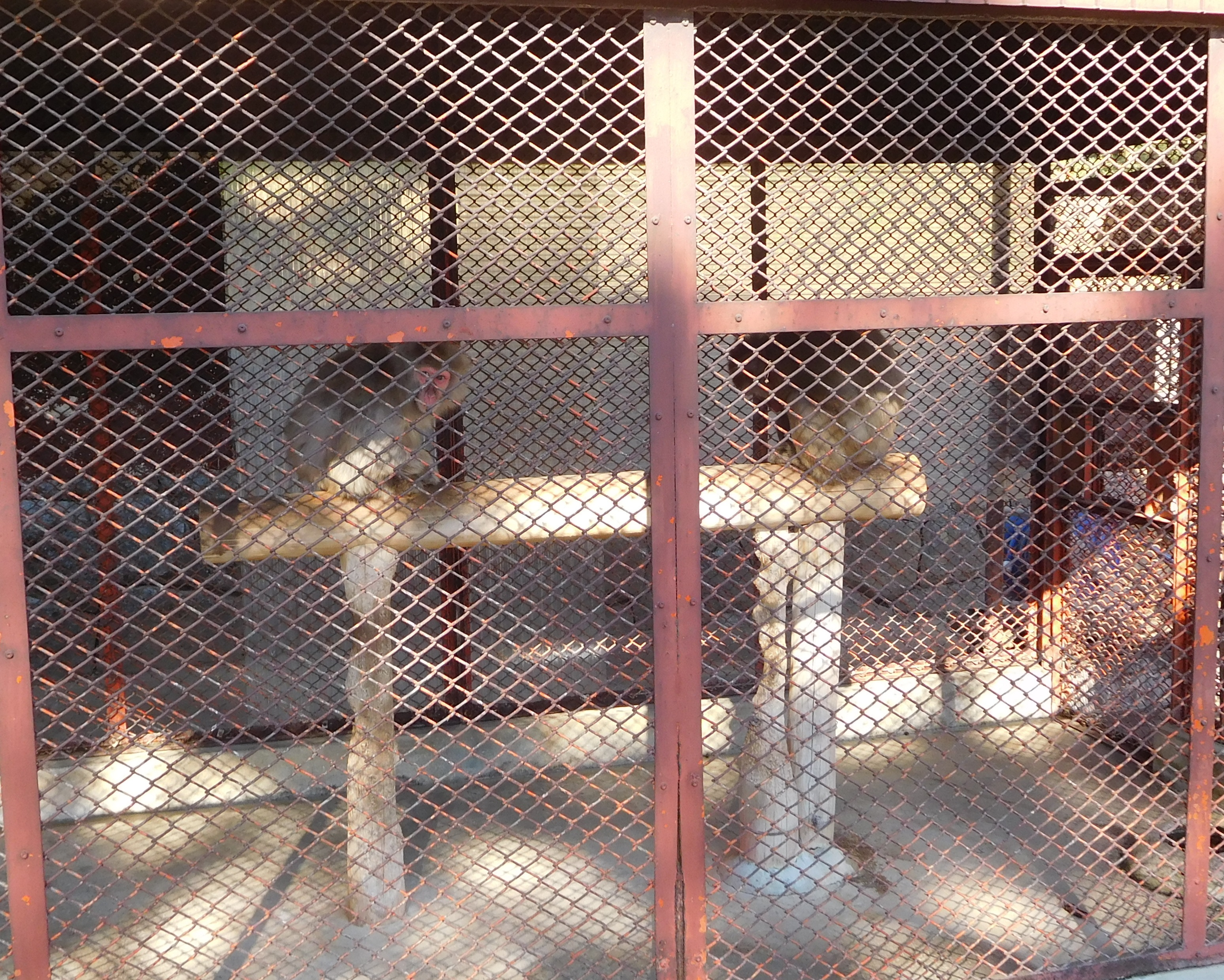
ミニ動物園

### 聖徳太子堂

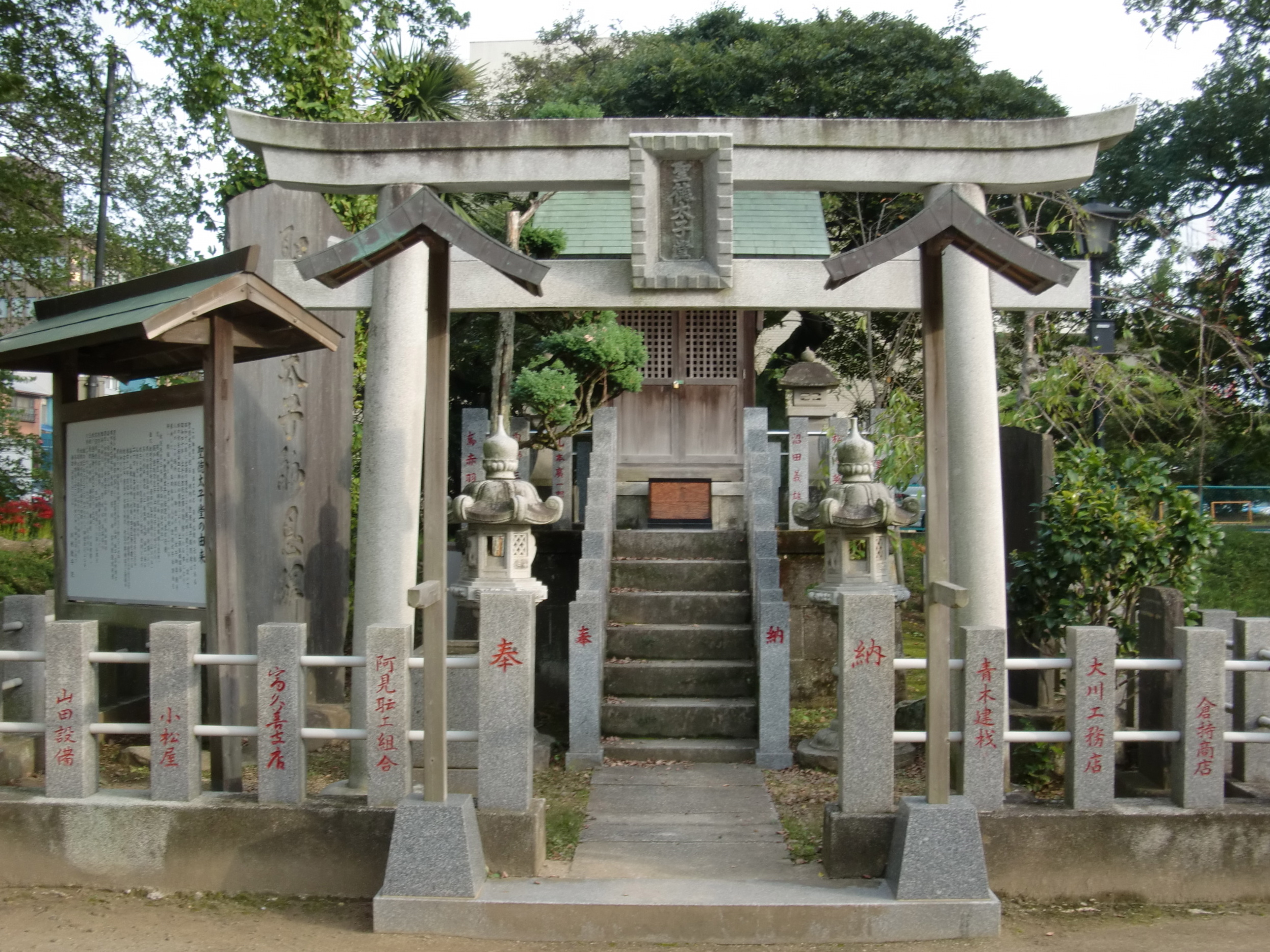

聖徳太子を祀る。1936年（昭和11年）に桜川沿いに建立されたものが、土手の改修に伴い、1965年（昭和40年）に本公園内に移され、祠を建立した。なお、同様の太子堂は各地にある。聖徳太子碑。

## 周辺
- 土浦市立博物館
- 水戸地方裁判所土浦支部
- 水戸家庭裁判所土浦支部
- 土浦簡易裁判所
- 水戸地方検察庁土浦支部
- 土浦区検察庁
- 土浦市立土浦小学校
- 土浦市消防本部
- 土浦警察署
- 土浦労働基準監督署
- 土浦市亀城プラザ
- 筑波銀行 (本店)
- 常陽銀行土浦支店
- 郁文館（土浦藩校）正門
- 旧水戸街道の街並み